# صفحة الكتب على الإنترنت
ذي اونلاين بوكس بايج هو فهرس للكتب الإلكترونية متاح على الإنترنت ،  حرره جون مارك أوكربلوم ومتسضاف من قبل مكتبة جامعة بنسلفانيا، تسرُد صفحة الكتب على الإنترنت أكثر من مليونَي كتاب  ولها العديد من المزايا، مثل ( الإحتفال بي الكُتاب من النساء) و(الكتب المحظورة على الإنترنت) .
وكانت صفحة الكتب على الإنترنت محاولة مثرية ثانية لفهرسة النصوص عبر الإنترنت، ولكنها كانت المحاولة الأولة لفعل ذلك مع الخضوع لمتطلبات علم المكتبات الصارم. وظهرت الصفحة للمرة الأولى على الويب في الصيف سنة 1993، ثم جاءت المكتبة العامة للإنترنت بعد ذلك بوقت قصير.
وسُمي الموقع الإلكتروني واحد من أفضل مواقع الويب المرجعية المجانية في سنة 2003 من قبل قسم المراجع الألية التابع لجمعية المكتبات الأمريكية.

## روابط خارجية
- صفحة الكتب على الإنترنت ، الموقع الرسمي.